# Euseius vitrum
Euseius vitrum är en spindeldjursart som beskrevs av Ahmad, Yasmin och Mohammad Nazeer Chaudhri 1987. Euseius vitrum ingår i släktet Euseius och familjen Phytoseiidae. Inga underarter finns listade i Catalogue of Life.